# DJ Beware
DJ Beware, eigentlich Michael Ho (* 1978 in Hongkong), ist ein britischer, in Wien lebender DJ.

## Leben und Wirken
Michael Ho wuchs in Manchester auf und ist seit 1998 als DJ aktiv. Er gewann drei Mal den Titel der DMC-Meisterschaften von Hong Kong. Als Resident-DJ kam er zum österreichischen Radiosender FM4, wo er seither in der wöchentlichen zweistündigen Hip-Hop-Sendung Tribe Vibes auflegt. Abseits von FM4 legte er als Gast-DJ immer wieder auch auf anderen Sendern in Europa auf. International ist DJ Beware jedoch vor allem in Clubs und an DJ-Veranstaltungen zu hören. Zudem hat er sich durch Projekte und gemeinsame Auftritte mit Musikern und DJs wie Killa Kela, Herbaliser, DJ Craze, Patrice, einen Namen gemacht.
Bei FM4 in Wien erwuchs aus der ursprünglich nur für die Sommerferien gedachten täglichen Live-Remix-Show Summerbreaks, die er gemeinsam mit DJ Functionist abwickelte, aufgrund großen Hörerzuspruchs nach Ende der Ferien eine neue Sendung des regulären FM4-Programms „Unlimited“. Nach den Sommerferien 2007 wurde der Sendeplatz ausgeweitet.

## Stil
Sein Stil deckt ein weites Spektrum von Musikrichtungen ab, Schwerpunkt ist jedoch Musik mit Hip-Hop- und Funk-Orientierung.

## Diskografie
- Hip Hop Mixtape Urban Flava Vol. 1 (EMI)
- ADF Mixtour – Breakbeats, Hip Hop and Reggae
- Apple Tobacco – Modern Dance by Nina Kripas (ABCDance Company)
- Tamborzao con Scratchy, Mc Gringo & DJ Beware (2008 Man Recordings)